# 麥展豪
麥展豪，PDSM，PMSM（1970年—），於1994年加入皇家香港警務處，曾在不同警政範疇工作，包括軍裝前線、刑事調查及政策制定等職務。
麥展豪先後修畢三個碩士學位，分別為犯罪學、電子商務及公共行政學。
他先後在內地及海外多所院校受訓，包括中国浦东干部学院、美國哈佛大學甘迺迪政府學院及英國皇家國防學院。

## 簡歷
1994年，麥展豪投考加入香港警務處，成為督察。
2004年，他任總督察時，因瓦解一個詐騙銀行集團，制止該集團造成至少6700萬元損失，獲當時處長李明逵頒發嘉獎狀。
2011年，他曾借調至保安局，於3·11東日本大震災前赴日本協助港人回港。
2012年，他獲長期服務獎章。
2014年，麥展豪駐守於鐵路警區，擔任鐵路區指揮官。
2016年1月，麥展豪晉升為總警司，駐守於灣仔區，擔任灣仔區指揮官。
2017年7月，麥展豪調任研究及監察科總警司。
2018年1月，麥展豪晉升為助理處長，擔任保安部主管。
2018年11月，麥展豪調任行動部主管。
2019年11月，麥展豪調任新界北總區指揮官。
2020年11月，麥展豪調任新界南總區指揮官。